# Astragalus pycnolobus
Astragalus pycnolobus är en ärtväxtart som beskrevs av Aleksandr Andrejevitj Bunge. Astragalus pycnolobus ingår i släktet vedlar, och familjen ärtväxter. Inga underarter finns listade i Catalogue of Life.